# Roche (Cornouailles)
Pour les articles homonymes, voir Roche (homonymie).
Roche est une paroisse civile et un village des Cornouailles, en Angleterre.